# ناثي بيلوسو
ناتاليا بياتريس دورا بيلوسو  (من مواليد 12 يناير 1995) ،  تُعرف مهنيًا باسم ناثي بيلوسو ( تلفظ بالإسبانية: ‎/ˌnati peˈluso/‏ ) مغنية وكاتبة أغاني وراقصة ومربية أرجنتينية. ولدت بيلوسو في الأرجنتين وترعرعت في إسبانيا ، وأصبحت مهتمة بالفنون المسرحية في سن مبكرة ، حيث قامت بأداء أغانٍ مقتبسة في الحانات الموسيقية في سنوات مراهقتها.  بعد تخرجها من جامعة الملك خوان كارلوس ، انتقلت بيلوسو إلى برشلونة لمتابعة مهنة احترافية في الموسيقى ، مع إصداراتها الأولى ، Esmeralda (2017) و La Sandunguera (2018) ، التي تم منحها بشكل مستقل.   